# Abbazia di Sant'Angelo di Chiaserna
L'abbazia di Sant'Angelo di Chiaserna è un'antica abbazia situata a Chiaserna, frazione di Cantiano in provincia di Pesaro e Urbino.

## Storia
L'edificio è stato eretto tra il VII e il IX secolo ed è dedicato al culto dell'arcangelo Michele, santo caro ai Longobardi dopo la battaglia di Siponto, nella quale sconfissero i Saraceni l'8 maggio 663. Il complesso venne costruito in luogo di un antico omonimo eremo longobardo edificato presumibilmente nel VII secolo ed abbandonato dai Benedettini nel X secolo; il cenobio fu ricostruito dai monaci più a valle e vicino si formò l'abitato di Chiaserna.
Nel 1191 l'imperatore Enrico IV concesse alla comunità dei monaci la propria protezione. Il monasterium sancti Angeli de Claserna diventò poi importante: dipendevano da esso venti chiese e alcuni abati meritarono la fiducia dei papi per la soluzione di conflitti nei territori vicini. L'eremo fu per secoli sotto la diretta influenza del vicino potente monastero di Fonte Avellana. Dato in commenda nel corso del XV secolo, venne poi accorpato al monastero benedettino di San Pietro di Gubbio. Dopo la soppressione napoleonica e quella italiana del 1860 i beni furono venduti e gli edifici abbandonati andarono presto in quasi totale rovina.

## Descrizione
Il complesso abbaziale è considerato un tipico esempio di architettura romanica. Del XII secolo rimangono la sala del capitolo, una cripta (che necessita di un intervento di restauro) e un'antica colonna di granito rosa, che era un pilastro del presbiterio.